# Béla Fesztbaum
Dans le nom hongrois Fesztbaum Béla, le nom de famille précède le prénom, mais cet article utilise l’ordre habituel en français Béla Fesztbaum, où le prénom précède le nom.
Béla Fesztbaum, né le 6 janvier 1975 à Eger (Hongrie), est un acteur hongrois, lauréat du prix Mari Jászai.

## Filmographie

### Au cinéma
- 1997 : Csinibaba : Ede
- 1999 : 6:3, avagy játszd újra Tutti : Fodrászsegéd
- 2000 : Contaminated Man : Clarion Employee
- 2000 : Jadviga párnája : Miki Buchbinder
- 2002 : Réveille-toi et reste éveillé
- 2002 : Valami Amerika : Rendezõasszistens
- 2002 : Ébrenjárók : Night clubos fiú
- 2004 : A temetetlen halott : Börtönõr
- 2004 : Magyar vándor : Cook
- 2006 : Rokonok : Miniszterhelyettes
- 2007 : Eichmann : Dr Kastner
- 2007 : Mrs. Ratcliffe's Revolution : 1st Stasi Officer
- 2007 : The Moon and the Stars : Secret agent
- 2008 : Clara : Tausch
- 2008 : Le Garçon au pyjama rayé : Schultz
- 2008 : Valami Amerika 2 : Assistant Director
- 2013 : Nagyárpi (court-métrage)
- 2016 : Gondolj rám
- 2017 : La Promesse de l'aube : l'huissier

### À la télévision

#### Séries télévisées
- 2000 : Valaki kopog
- 2000-2002 : Pasik! : Lajos Klikk, journalist / The Devil
- 2003 : Folytassa, Claudia! : Various
- 2003 : Lili : Ügyvéd
- 2003 : Szeret, nem szeret : Estate Agent
- 2003 : Tea
- 2004 : Bajor-show : Doctor
- 2014 : Munkaügyek : Gerzson
- 2015 : Ketten Párizs ellen : Szalkai, teacher
- 2016 : Csak színház és más semmi : János, stage manager

#### Téléfilms
- 1996 : Szökés a nagy árvíz idején : Narrátor (voix)
- 2002 : Ötvenéves találkozó : The lackey
- 2006 : Fekete fehér : Péteri ügyvédje
- 2007 : Estére mindig leszáll a köd : Kátai
- 2007 : Tavasz, nyár, ösz
- 2013 : Berosált a rezesbanda : Kelemen

## Récompenses et distinctions
- (en) Béla Fesztbaum: Awards, sur l'Internet Movie Database
- Prix Mari-Jászai
- Prix Zsolt Harsányi
- Ajtay Andor-emlékdíj
- Bague commémorative de Gyula Hegedűs
- Prix Roboz Imre